# Acodiplodis pulicariae
Acodiplodis pulicariae is een muggensoort uit de familie van de galmuggen (Cecidomyiidae). De wetenschappelijke naam van de soort is voor het eerst geldig gepubliceerd in 1913 door Kieffer.